# Список потерь Ми-8 и его модификаций (1991 год)
Список потерянных Ми-8 всех модификаций (включая Ми-9, -14, -17, -18, -19, -171 и -172) составлен по данным из открытых источников и учитывает только авиационные происшествия или воздействие внешних сил, приведшие к утрате вертолёта или его списанию вследствие полученных повреждений.
Список не полный и не окончательный.

## Список аварий и катастроф
Зелёным цветом выделены потери при применении в вооружённых конфликтах, в том числе в контртеррористических операциях.
| № п/п | Дата     | Модификация / Бортовой номер | Место                                                                         | Жертвы / На борту | Краткое описание |
| ----- | -------- | ---------------------------- | ----------------------------------------------------------------------------- | ----------------- | --- |
| 1     | 27 марта | Ми-8МТ СССР-06155            | архипелаг Шпицберген, Пирамида                                                | 2/3               | Ошибка экипажа. При заходе на посадку в условиях плохой видимости вертолёт упал на лёд залива перед посёлком и разрушился. RDC погиб на месте, а бортмеханик, позднее, скончался от полученных травм в больнице. |
| 2     | 2 апр.   | Ми-8Т н.д.                   | Азербайджанская ССР, Нагорно-Карабахская АО, между Шушой и Лачином            | 0/н.д.            | Сбит огнём с земли во время конфликта в Нагорном Карабахе, после совершения вынужденной посадки машина сгорела. Экипаж и пассажиры не пострадали. |
| 3     | 28 апр.  | Ми-8Т СССР-22605             | Тюменская область, Вагайский район, 50 км северо-западнее Курья               | 13/13             | Во время полёта, из-за несовершенства конструктивного исполнения системы смазки, произошло разрушение подшипника опоры левого двигателя, приведшее к разрушению турбины, обломки которой повредили систему подачи топлива правого двигателя. Машина упала вертикально в лес и была обнаружена только 11 февраля 1992 года. |
| 4     | 14 июня  | Ми-8Т CCCP-25143             | Армянская ССР, Ереван                                                         | 3/3               | После взлёта из аэропорта Эребуни экипаж, в нарушении принятых правил полётов на городом, взял курс через центр Еревана. Пролетая вдоль Проспекта Александра Мясникяна, проходящего через ущелье, вертолёт задел провода ЛЭП, перекинутые между склонами. После столкновения машина начала разрушаться в воздухе и, упав на территории Ереванского зоопарка, взорвалась и сгорела. Причины снижения вертолёта в ущелье однозначно установить не представилось возможным ввиду гибели экипажа и отсутствия информации бортовых средств объективного контроля.         |
| 5     | 20 июня  | Ми-8Т CCCP-22235             | Московская область, близ Люберец                                              | 3/3               | Во время полёта на высоте 150 м из-за отказа одного из авиагоризонтов вертолёт вошел в режим продольной раскачки. В результате несущий винт отрубил хвостовую балку. Машина потеряла управление и разбилась в 260 м от МКАД. |
| 6     | 28 июня  | Ми-8Т CCCP-25860             | Тувинская АССР, близ села Сарыг-Сеп                                           | 14/18             | Ошибка экипажа. При выполнении несанкционированного полёта машина попала в условия неблагоприятных метеоусловий (ливневый дождь) из-за чего произошла остановка двигателей. Экипаж не предпринял положенных действий для аварийной посадки в режиме авторотации, вертолёт с большой вертикальной скоростью (15 м/с) упал на землю и разрушился. Экипаж и 5 пассажиров погибли сразу, 6 пассажиров скончались от полученных травм позже, 4 пассажира выжили получив ранения различной степени тяжести.                                                                |
| 7     | 3 июля   | Ми-8 СССР-25978              | близ Сочи                                                                     | 0/10              | Ошибка экипажа при посадке. Вертолёт столкнулся с землей и опрокинулся на борт. Экипаж и пассажиры не пострадали, машина получила значительные повреждения. |
| 8     | 11 июля  | Ми-8 СССР-22569              | Якутская АССР, 25 км от Депутатского                                          | 0/18              | Грубые ошибки и нарушения правил производства полётов экипажем в течение дня. Посадка с превышением допустимой максимальной массы вертолёта для посадок в подобных условиях. Машина разрушилась в результате столкновения с землёй, 6 пассажиров получили травмы. |
| 9     | 20 июля  | Ми-8Т СССР-22880             | Магаданская область, близ Сеймчана                                            | 0/н.д.            | Ошибка экипажа при взлёте около лесного пожара, не принявшего в расчёт то, что в зоне активного влияния огня происходит резкое увеличение температуры и уменьшение плотности воздуха, а также существенно (по величине и направлению) изменяется ветровой режим. Вследствие этих факторов произошло снижение мощности двигателей, исчез запас путевого управления, что, в свою очередь, привело к падению оборотов несущего винта ниже минимально допустимых и неуправляемому левому вращению. Вертолёт произвел вынужденную посадку и впоследствии сгорел в пожаре. |
| 10    | 24 июля  | Ми-8Т СССР-24693             | близ Казани                                                                   | 1/4               | При посадке на неподготовленную площадку экипаж допустил касание земли хвостовой опоры и рулевого винта, а в дальнейшем и лопастей несущего винта, что привело к разрушению передней стойки шасси и носовой части кабины экипажа. В результате погиб бортмеханик, а остальные члены экипажа и пассажир получили травмы различной степени тяжести. |
| 11    | 29 июля  | Ми-8Т СССР-24266             | Хабаровский край, Верхнебуреинский район, близ Чегдомына                      | 0/5               | Ошибка экипажа при полёте в гористой местности. Машину ветром бросило на склон горы. Вертолёт разрушился и сгорел. Экипаж получил незначительные травмы, пассажиры не пострадали. |
| 12    | 18 авг.  | Ми-8 СССР-25895              | Коми АССР                                                                     | 0/33              | Попытка взлёта с превышением допустимой массы на 650 кг. Вертолёт опрокинулся на бок и получил значительные повреждения. Экипаж и пассажиры (в том числе 2-е детей) не пострадали. |
| 13    | 23 окт.  | Ми-8 СССР-06163              | Иркутская область, Мамско-Чуйский район, 54 км северо-западнее аэропорта Мама | 9/9               | После взлёта экипаж самовольно изменил маршрут полёта, не уведомив об этом диспетчера. В полёте второй пилот допустил ошибки в навигационных расчётах и экипаж, не зная об этом, утратил ориентацию со своим истинным местонахождением. Продолжая полёт с отклонением от заданного маршрута, экипаж попал в зону ограниченной видимости (низкая облачность и осадки). Снизившись для того что бы найти наземные ориентиры, экипаж совершил ряд ошибок при пилотировании и вертолёт столкнулся со склоном горы на высоте 1200 м.                                      |
| 14    | 20 нояб. | Ми-8 72                      | / 3 км от села Каракенд                                                       | 22/22             | Вертолёт внутренних войск МВД СССР, на борту которого находились высокопоставленные чиновники Азербайджана и наблюдатели от России и Казахстана. Сбит армянскими вооружёнными силами. |
| 15    | 4 дек.   | Ми-8Т CCCP-25917             | ЯНАО, деревня Лаборовая                                                       | 2/5               | Ошибка экипажа при посадке в тёмное время суток. Вертолёт столкнулся с землей и загорелся. Погибли пассажиры. |
| 16    | 7 дек.   | Ми-8 CCCP-22878              | Якутская АССР, 123 км юго-юго-восточнее посёлка Депутатский                   | 1/5               | Экипаж участвовал в браконьерской охоте на снежных баранов в несанкционированном полёте с неоформленными пассажирами. Отстрел производился с борта вертолёта. При подборе со склона горы последнего убитого животного КВС допустил касание лопастями несущего винта о склон горы. В результате машина потеряла управление и, ударившись о склон горы кабиной пилотов, опрокинулась на левый борт. Погиб второй пилот. |
| 17    | 27 дек.  | Ми-8Т СССР-25602             | 12 км от Ужгорода                                                             | 6/6               | Возможная причина — обледенение лопастей несущего винта на высоте около 1 км. Вертолёт упал на землю, полностью разрушился и сгорел. |